# Myrmeleon (Myrmeleon) persimilis
Myrmeleon (Myrmeleon) persimilis is een insect uit de familie van de mierenleeuwen (Myrmeleontidae), die tot de orde netvleugeligen (Neuroptera) behoort. 
Myrmeleon (Myrmeleon) persimilis is voor het eerst wetenschappelijk beschreven door Miller & Stange in Miller et al. in 1999.